# Ольтрессенда-Альта
Ольтрессенда-Альта (итал. Oltressenda Alta) — коммуна в Италии, располагается в регионе Ломбардия, в провинции Бергамо.
Население составляет 194 человека (2008), плотность населения составляет 11 чел./км². Занимает площадь 17 км². Почтовый индекс — 24020. Телефонный код — 0346.
Покровителями коммуны почитаются святой San Bernardo da Mentone и святая Маргарита Антиохийская, празднование 20 июля.

## Демография
Динамика населения:

## Администрация коммуны
- Официальный сайт: